# Russell Russell
Russell Russell, pseudonimo di Russell Spellman (New York, 22 settembre 1960), è un ballerino, cantante e coreografo statunitense che vive e lavora in Italia.

## Biografia
Nel 1979, mentre si trovava a New York, già reduce dei musical di Broadway, Russell è stato scelto durante un provino dalla showgirl Nadia Cassini, che lo ha voluto accanto a sé come primo ballerino nel programma televisivo Studio '80, per la regia di Antonello Falqui.
a presentarlo nel 1981 da Gianni Boncompagni, regista televisivo che cercava un coreografo e showman per il suo varietà Sotto le stelle, al quale ha partecipato accanto ad una giovanissima Isabella Ferrari come primo ballerino, firmando anche le coreografie,  e interpretando la sigla del programma, Buonasera ragazzina. Successivamente è entrato a far parte del gruppo dance degli Easy Going come cantante solista, a partire dal loro terzo LP Casanova.
Nel 1983 ha interpretato il film di Riccardo Sesani Jocks nel ruolo di protagonista, al fianco di Tom Hooker. In quel periodo è apparso sulle principali riviste e come ospite in diverse trasmissioni musicali come Discoring, Disco Inverno e il Maurizio Costanzo Show. Su Canale 5, nel programma musicale Popcorn, ha condotto una rubrica dove insegnava ai telespettatori passi di danza.
Dopo aver partecipato nel 1986 a Pronto, chi gioca? accanto a Enrica Bonaccorti e Giancarlo Magalli, ha preso parte dal 1987 a Domenica In, nuovamente con la regia di Gianni Boncompagni, varietà per il quale Russell firmò anche le coreografie delle due edizioni successive con Marisa Laurito ed Edwige Fenech.
Nel 1994 è stato il coreografo di Serata mondiale, programma di Rai 1 per la regia Paolo Beldì, condotto da Valeria Marini e Alba Parietti. Nel 1995 ha preso parte al programma I cervelloni su Rai 1, condotto da Paolo Bonolis, in qualità di coreografo per Alba Parietti. Nel 1999 ha preso parte alla versione teatrale di Giuseppe Patroni Griffi della commedia cinematografica Il Vizietto, nel ruolo di Jacob, accanto a Johnny Dorelli e Paolo Villaggio.
Nel 2003 ha preso parte al cast italiano del musical The Full Monty per la regia di Gigi Proietti, accanto a Giampiero Ingrassia, Bob Messini e Miranda Martino, replicato anche nel 2004. Nel 2006 ha preso parte su Rai 2 a Libero, trasmissione televisiva di scherzi telefonici condotta da Alessandro Siani, dove ballava in trio con Franco Miseria e Enzo Paolo Turchi sulle coreografie di Luca Tommassini.
Dal 2011 al 2014 è tornato a ricoprire il ruolo di Jacob ne Il vizietto, per la regia di Massimo Romeo Piparo con Massimo Ghini e Cesare Bocci e, dal 2012 a 2014, accanto a Enzo Iacchetti e Marco Columbro. Nel 2012 è stato protagonista con Lino Banfi di un episodio del film Buona giornata diretto da Carlo Vanzina. Nel 2014 ha interpretato Booker T Washington nella produzione italiana del musical RagTime, in scena al Teatro Comunale Di Bologna, e nello stesso anno è entrato nel cast della versione italiana del musical Dirty Dancing, nel ruolo di Tito Suarez.
Nel 2015 è tornato nel cast della seconda produzione italiana di Dirty Dancing, ed è stato candidato come migliore attore non protagonista per gli Oscar Italiani del Musical. Accanto a Ettore Bassi e Karima, nel musical  The Bodyguard - Guardia del corpo, che ha debuttato al Teatro Nazionale di Milano nel febbraio del 2017, recitava nel ruolo di Bill Devaney, ruolo ricoperto anche nella versione del musical in scena a Teatro Sistina di Roma nel novembre dello stesso anno.
Dall'ottobre 2019 è in scena con il musical Charlie e la fabbrica di cioccolato, nel ruolo di Eugene Beaugarde, per la regia di Federico Bellone, presso La Fabbrica del Vapore a Milano. Nel 2021 partecipa a The Voice Senior.

## Televisione

### Coreografo
- Sotto le stelle (Rete 1, 1981)
- Pronto Topolino? (Rai 1, 1987)
- Domenica in (Rai 1, 1987-1989)
- Serata mondiale (Rai 1, 1994)
- I cervelloni (Rai 1, 1995)

### Ballerino
- Popcorn (Canale 5, 1980)
- Pronto, chi gioca? (Rai 1, 1986)
- Libero (Rai 2, 2006-2007)

## Teatro
- Jesus Christ Superstar (1974), New York
- Guys and Dolls (1977-1978), New York
- Sarava (1979), Broadway, New York
- Donna Flor e i suoi due mariti (1979), Broadway New York
- Salomè, regia di Alberto Casari
- Il Vizietto, regia di Giuseppe Patroni Griffi (1999-2000)
- The Full Monty, regia di Gigi Proietti (2002-2004)
- ‘’ La Cage Aux Folles’’, regia di Massimo Piparo  (2011-2012)
- ‘’Il Vizietto’’, regia di Massimo Piparo (2012-2013)
- ‘’Il Vizietto’’, regia di Massimo Piparo (2013-2014)
- Ragtime, regia di Gianni Marras (2014), Teatro Comunale, Bologna
- Dirty Dancing, regia di Sarah Tipple (2014-2015), Teatro Barclays Nazionale, Milano
- The Bodyguard - Guardia del corpo, regia di Federico Belone (2017), Teatro Barclays Nazionale, Milano; Teatro Sistina, Roma
- Dancing, regia di Federico Belone (2017-2018), Teatro degli Arcimboldi, Milano; tour nazionale
- Charlie e la fabbrica di cioccolato, regia di Federico Bellone (2019-2020), La Fabbrica del Vapore, Milano

## Discografia parziale

### Discografia solista

#### Album
- 1981 - Russel Russell
- 1986 - Afrodixia

#### Singoli
- 1981 - Buonasera ragazzina/Venus
- 1981 - Venus/Are You Waiting Mary
- 1981 - Low Down/Love Is Here
- 1984 - For A While/From Here